# 查恩伍德 (英國國會選區)

選區在拉特蘭和萊斯特郡的位置

查恩伍德（英語：Charnwood），英國國會一郡選區，位於萊斯特郡中北部，包括查恩伍德南部、欣克利-博斯沃思和布萊比各小部。
本區始設於1997年，當區議員一直是保守黨的斯蒂芬·多雷尔。2010年大選中他以49.6%選票成功連任。